# Pintura histórica
A pintura histórica é uma forma de arte que pretende registrar algum acontecimento histórico de uma região ou país. É um gênero mais definido pelo assunto a ser retratado do que pelo estilo artístico. Muitas vezes exagerando suas glórias ou massacres, as pinturas históricas facilmente se tornam símbolos de uma geração e são usadas como iconografia para esses eventos do passado. O termo se aplica à pintura que representa fatos históricos, cenas mitológicas, literárias e da história religiosa. Se preocupa mais em retratar um momento específico da história narrada ao invés de se ater a um objeto específico, como num retrato, por exemplo, Em acepção mais estrita, refere-se ao registro pictórico de eventos da história política. Batalhas, cenas de guerra, personagens célebres, fatos e feitos de homens notáveis são descritos em telas de grandes dimensões.
Realizadas, em geral, sob encomenda, as pinturas históricas evidenciam um tipo de produção plástica que compõe muitas figuras na mesma imagem e normalmente mostram algum tipo de ação. Esse desafio incita os pintores a procurarem soluções inéditas em termos de composição. Se na pintura de gênero são registrados os acontecimentos domésticos, o cotidiano e os personagens anônimos, na pintura histórica os grandes atos e seus heróis são narrados em tom elevado e estilo grandioso.
O gênero inclui retratos de momentos em narrativas religiosas, assim como as cenas das narrativas mitológicas e alegóricas. Esses grupos eram frequentemente pintados, trabalhos como a pintura do teto da Capela Sistina de Michelangelo são, portanto, pinturas históricas, assim como a grande maioria das pinturas antes do século XIX. Pinturas históricas são tradicionalmente consideradas a mais alta forma da pintura ocidental, ocupando o local de maior prestígio na hierarquia dos gêneros e considerada equivalente ao épico na literatura. As obras de Rafael são consideradas, assim como as de Michelangelo, os modelos do gênero.
(...) a pintura histórica é um livro que pode ser lido mesmo pelos que não sabem ler, e de incisiva e duradoura retenção espiritual. (Antônio Parreiras, A arte como meio educativo e de perpetuar tradições", O Estado, n. 7.823)

## Origem
O termo cobre a grande quantidade de pinturas em óleo sobre a tela e a fresco produzidas entre o Renascimento e o fim do século XIX, após isso o termo não é muito usado mesmo com pinturas que encontram as definições básicas. Foi com a criação da Real Academia de Pintura e Escultura em Paris, em 1648, que a pintura histórica adquire prestígio nas academias de arte. Este novo gênero cria um estreitamento das relações entre arte e poder político.
Neste momento, a pintura deixa de ser um ofício a ser transmitido do mestre ao aprendiz, para se transformar em uma disciplina ensinada nas escolas e academias europeias. Essas instituições estavam vinculadas às estruturas de poder, no intuito de garantir o interesse político no desenvolvimento das artes. A partir do século XIX, a pintura histórica passa a ser considerada o mais nobre e completo dos gêneros da pintura, juntamente com a consagração da história como ciência.
Com a Revolução Francesa, a pintura histórica foi usada como ação política do governo francês para fazer desta, um instrumento de poder, colocando em destaque temas centrais para a afirmação da nação. O pioneiro deste gênero foi Jacques-Louis David, que pintou episódios da Revolução Francesa, cenas da História Antiga como alegoria para o contexto napoleônico. A arte foi apropriada pelo período revolucionário francês como instrumento didático na educação pública, implicando numa determinação do poder político sobre as instituições culturais. Surgiu como uma lição cívica, num projeto de educação da sociedade, a fim de ensinar os contemporâneos como se portar.
Em sua maioria feitas sob encomenda oficial, para festas e celebrações nacionais, as pinturas da Revolução Francesa lembravam as batalhas. Foi assim que David, em 1803, recebeu a encomenda para reproduzir, em grandes dimensões, A coroação de Napoleão, concluída em cinco anos, exibida no salão de 1808.
Na Espanha, pinturas históricas são realizadas a partir do século XVI por diversos artistas. Cenas de batalhas são executadas pelos pintores da corte de Filipe IV, comprometidos com a representação da invencibilidade do exército espanhol em suas campanhas militares.
A pintura histórica obteve um caráter didático por conter lições dos acontecimentos históricos expressas pela arte, ao reproduzir cenas da história pátria, educando o espectador diante do passado. As representações do passado pela pintura evidenciavam a construção de uma cultura visual, que traduz o sentimento de uma nação, fundindo a imagem retratada com o mundo fora do quadro. Para isso precisava de um local para exposição, onde pudesse criar esse diálogo com o público. Foi então que surgiram os salões das belas artes.

### Salões de arte
Os salões, tradicionalmente, onde as obras de arte eram expostas era um espaço acadêmico que recebia todos os gêneros artísticos. Foi assim no século XVIII, até o século seguinte, com um público se expandindo cada vez mais. O "Salon" francês era realizado a cada dois anos, e o evento era estabelecido no Museu do Louvre durante um mês inteiro. A exposição atraía públicos nacionais e estrangeiros e era um dos poucos espaços durante o Antigo Regime que não havia distinção social, de riqueza, sexo ou idade. Era um fenômeno do nascimento de uma nova cultura urbana em formação.
Em alguns casos, a permanência variou entre semanas e meses. A entrada era gratuita durante a semana. O rei estava sempre presente, não com um caráter formal, mas ele realmente lia a lista de aquisições e de encomendas anuais e condecorava os artistas. Essa atitude era extremamente significativa pois mostrava a sensibilidade às artes e à representação da história pela pintura.  
Os salões eram uma oportunidade para divulgação e muitas vezes consagração de artistas, não só como profissionais mas como seres sociais. Eram espaços de conexão com a sociedade e os meios políticos. A partir do momento em que um artista expunha sua obra pela primeira vez, se tornava uma presença frequente. O Salon era enfim o espaço central da economia da arte.
No Brasil, a corte organizou Exposições Gerais de Belas Artes, a fim de se projetar no contexto civilizatório mundial. Na Exposição Geral de Belas Artes de 1879, aproximadamente, 292.286 presentes percorreram os salões durante 63 dias, em que o tema central era a pintura histórica, notadamente, a Batalha do Avay, de Pedro Américo; e a Batalha dos Guararapes, de Victor Meirelles. A Academia Imperial de Belas Artes – AIBA juntava a ação política com o simbolismo ao coordenar o ensino artístico e organizar exposições, sempre se atendo ao didatismo necessário. A AIBA conquistou o reconhecimento da produção artística no Brasil no século XIX e monopolizou este campo até a queda do Império.

### No Brasil
O próprio termo arte brasileira só começou a ser pensado nos anos 1800, com Manuel de Araújo Porto-Alegre, intelectual que assumiu posições de destaque em duas instituições importantes do Império: Instituto Histórico e Geográfico Brasileiro (IHGB) e a Academia Imperial de Belas Artes (AlBA).
Foi por causa de seu trabalho desenvolvido durante a Reforma Pedreira, com o intuito de estruturar o ensino artístico acadêmico, que a pintura histórica alcançou, no século XIX, importante lugar no projeto político do Segundo Reinado. O ensino artístico da academia seguiu os moldes do neoclassicismo, que tinha inspiração sobretudo nos estudos de Winckelmann, considerado o principal teórico do estilo.
Para a consolidação e valorização da arte no Brasil, as obras valorizadas foram aquelas que representavam temáticas da história nacional, a fim de criar uma identidade e comungar dos mesmo valores dos países europeus. A pintura histórica era considerada o gênero artístico mais nobre e completo, não só por incluir em sua constituição todos os demais gêneros da pintura, mas também por abordar em suas telas as cenas mais virtuosas da ação humana. Essa ideia foi difundida durante todo o período imperial, aproximando-se ao estilo europeu e evidenciando paisagens e feitos históricos. Os pintores oficiais da época foram Pedro Américo e Victor Meirelles que tiveram importante papel na construção de uma identidade nacional com quadros como “Batalha do Avahy” e “A primeira missa no Brasil”.
A pintura histórica configurava-se como peça chave da relação entre a Academia Imperial de Belas Artes e o Império, por tratar dos grandes momentos da história brasileira. Tudo aquilo que ferisse os ideais de ordem e patriotismo, como, por exemplo, as revoltas regenciais, deveria ser apagado da narrativa oficial. Com a crise da Monarquia e o advento da República, o conceito se transformou e passou a criar novas técnicas e a adotar materiais genuinamente brasileiros.
Atualmente, as principais obras desse gênero se encontram em museus de história ou arte acadêmica. Em São Paulo, o Museu Paulista da Universidade de São Paulo possui um dos acervos de pintura histórica mais completo do país. Também em São Paulo, a Pinacoteca do Estado é dotada de importante coleção de pintura acadêmica. Já o Museu Nacional de Belas Artes ocupa essa posição no Rio de Janeiro.

## Características
Entre as características dessa produção, destaca-se sua missão no projeto civilizador e de construção da nacionalidade de um território. Como sempre ocorre com a pintura de história, a composição apóia-se em fontes historiográficas. Assim, afora os problemas de natureza artística propriamente, ela enfrenta problemas comuns à historiografia, de modo amplo, e ao uso de fontes. Conforme é possível colher dos contratos de obras e de textos do pintor, uma cuidadosa pesquisa de documentos escritos e depoimentos precediam a execução de suas composições históricas, além de estudos da paisagem feitos diretamente do natural, no local presumido da cena.
As maiores exigências em relação à pesquisa e às fontes eram requeridas pelo próprio contratante. Geralmente, o contrato apontava a fonte a ser utilizada pelo pintor na concepção do quadro, sendo possível entregar um resultado com níveis de impressionante precisão. Essa era uma estratégia de controle, na qual o contratante podia transmitir a sua interpretação do episódio na feitura da obra.
As pinturas históricas tem uma característica frequente de serem produzidas em grandes dimensões. Essa característica pode ter origem no fato de que isso obrigava que suas exibições fossem feitas apenas em amplos espaços, contribuindo para sua missão cívica. O tamanho das telas também era fruto da ambição narrativa e imaginária da representação pictórica do passado, a fim de reafirmar sua importância. Além disso, em sua maioria, as pinturas históricas são repletas de personagens. Essa característica estimulou os pintores a procurarem soluções inéditas para seus desafios de composição. Para representar de forma fidedigna, além dos estudos históricos, eram feitas sessões de pose de modelos que usavam roupas imitando trajes da época a ser retratada, associados a cenários e adereços adequados ao tema.
Há sempre um tema, geralmente ligado aos feitos de um Estado por este ser o comprador da obra e uma missão cívica educadora, por isso há sempre a presença de heróis nacionais, personagens conexo, instituições e memória.
O estilo romântico e neoclássico tiveram influência na pintura histórica. A preocupação com a execução das figuras, se atendo aos detalhes, nos trajes, nos animais, na fisionomia das personagens. As cores carregam expressividade e as paisagens recebem bastante atenção, sempre com um tom grandioso e ímpeto de ação, enobrecendo a guerra ao invés de assinalar sua crueldade.  

## Obras

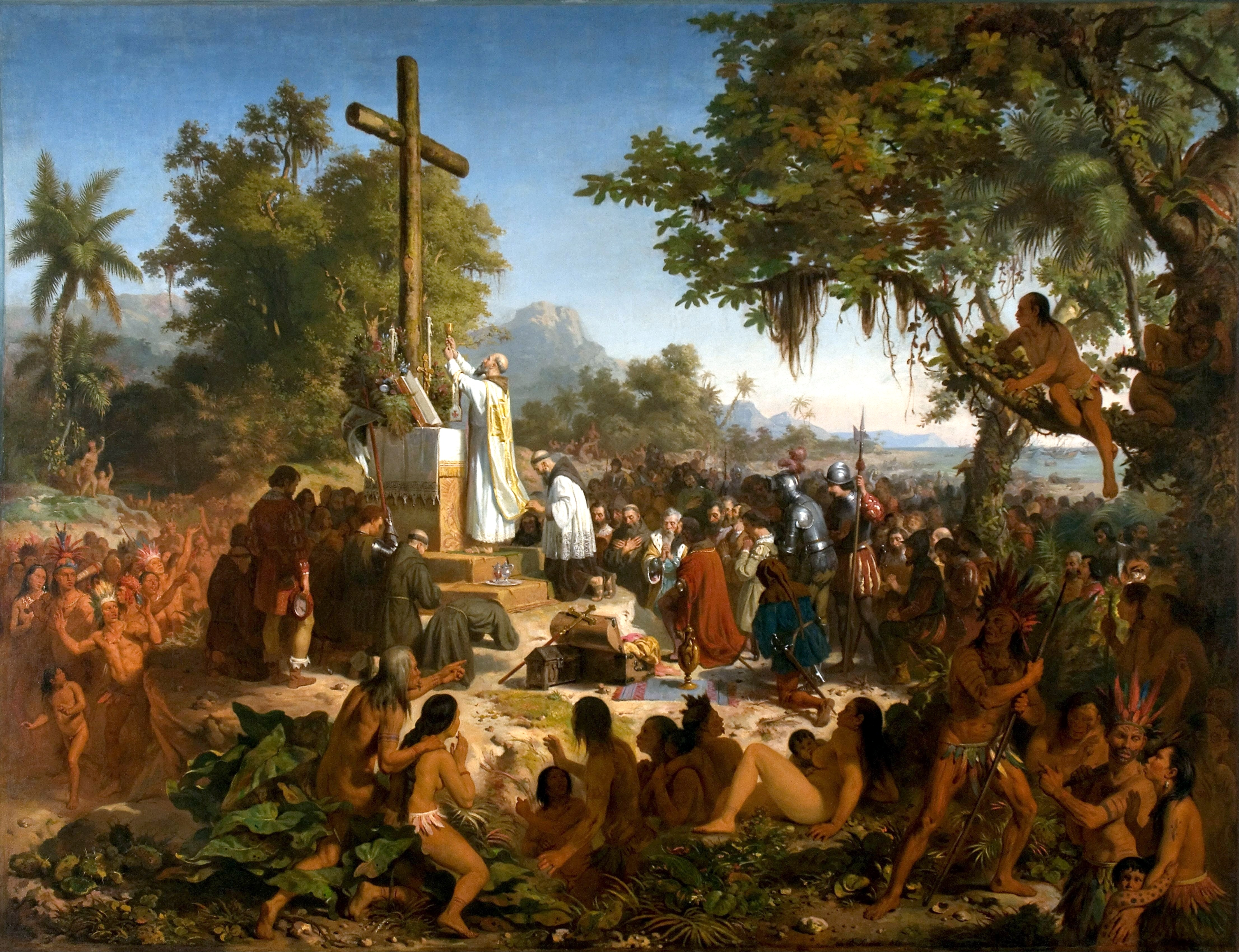
1. Primeira missa no Brasil

1. Víctor Meirelles. Primeira missa no Brasil, 1860. Óleo sobre lienzo, 260 × 356 cms. Museu Nacional de Belas Artes, Rio de Janeiro/RJ
O quadro tem a dimensão de 9 metros quadrados e foi exposta no Salon de 1861, em Paris. Meirelles foi o primeiro artista brasileiro a participar da exposição parisiense, aumentando o poder de persuasão do quadro, quando retornou ao Brasil. O espectador moderno se colocava, não diante de uma representação, mas impregnava-se da sensação de assistir à missa real.

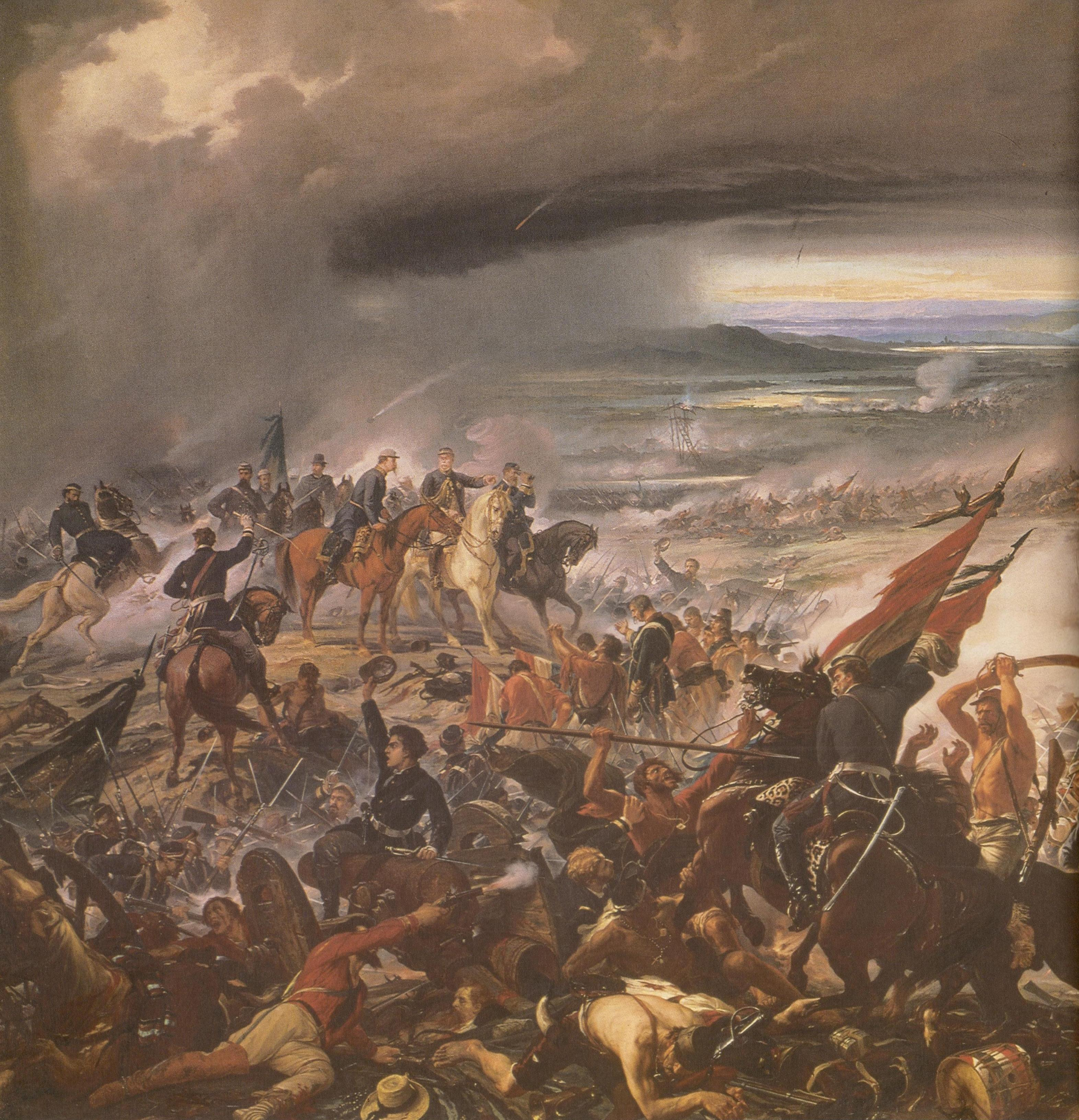
2. Batalha do Avahy

2. Pedro Américo. Batalha de Avahy, 1872-1877. Óleo sobre lienzo, 600 × 100 cms. Museu Nacional de Belas Artes, Rio de Janeiro/RJ.
No quadro relativo à Guerra do Paraguai, a Batalha de Avahy, Pedro Américo privilegia a tensão da luta em detrimento do herói. Trata-se de uma grande tela, aproximadamente 60 metros quadrados, de composição elíptica, onde a unidade de ação é abandonada para favorecer a percepção do caos da guerra. A Batalha do Avahy é mais que uma encomenda oficial, celebrativa de importante vitória, é uma crítica da própria guerra. A obra foi pintada e exposta em Florença, causando positivo impacto.

3. Independência ou Morte!

3. Pedro Américo. Independência ou morte!, 1888. Óleo sobre lienzo, 760 × 415 cms. Museu Paulista, USP, São Paulo/SP
A composição de “Independência ou Morte”, de Pedro Américo recorre à composição elíptica, mais eficiente por integrar todos os personagens ao grupo principal, embora subvertendo levemente a perspectiva, em privilégio da unidade da ação. Como a “Batalha do Avahy”, “Independência ou Morte” será pintada e exposta em Florença e também na Exposição Colombiana de Chicago, de 1893. Intensamente reproduzido, “Independência ou Morte” passou a ser o grande ícone da independência nacional brasileira.

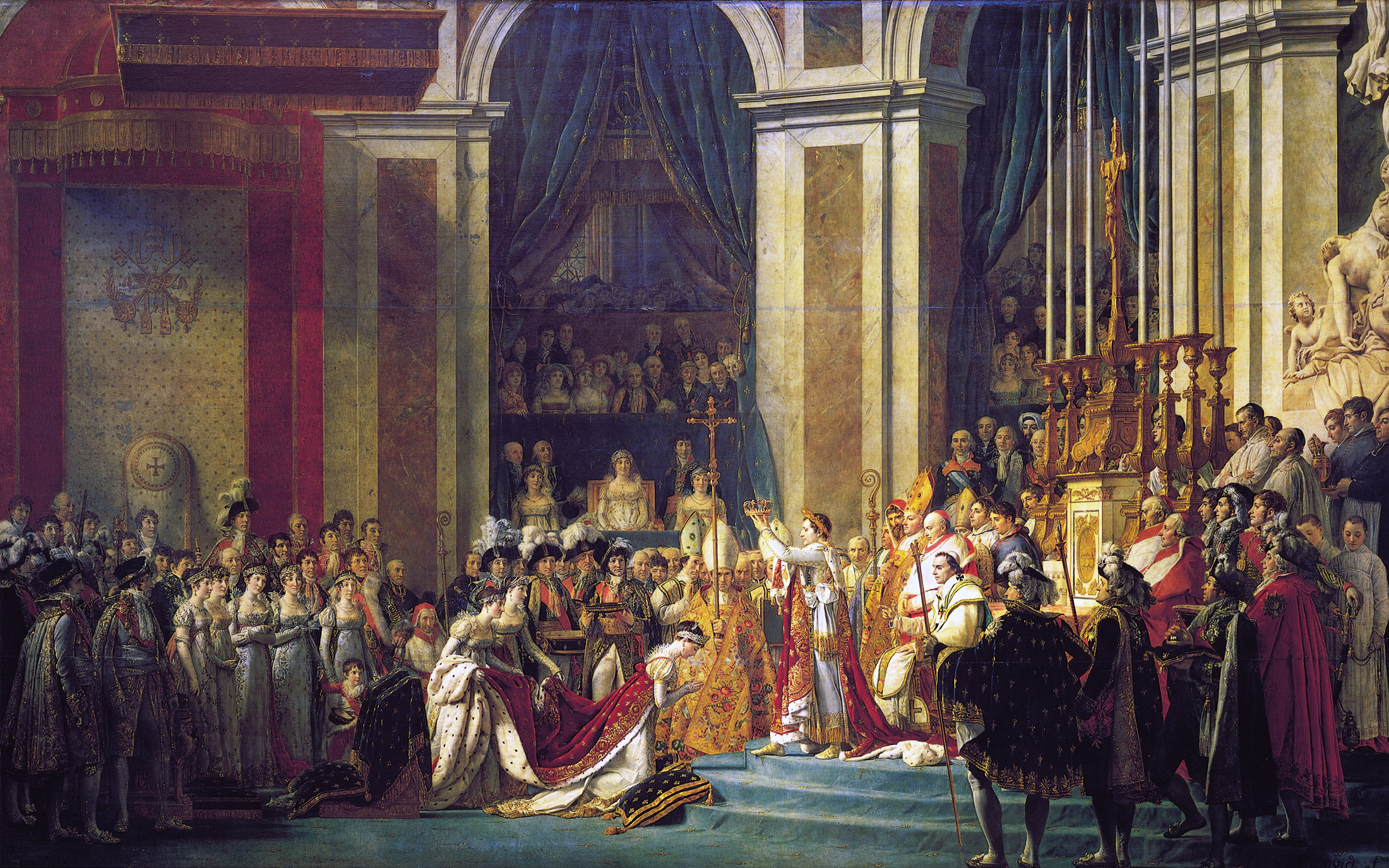
4. A coroação de Napoleão

4. Jacques-Louis David. A coroação de Napoleão, 1807. Óleo sobre a tela, 621 x 979 cms. Museu do Louvre, Paris, França.
Com dimensões impressionantes, a pintura foi encomendada por Napoleão Bonaparte para retratar sua própria coroação. A obra foi exposta no Salon de 1808.